# Bob Saget
Pour les articles homonymes, voir Saget.
 (janvier 2022).
Robert Saget, dit Bob Saget, est un humoriste de stand-up, acteur, réalisateur et présentateur de télévision américain, né le 17 mai 1956 à Philadelphie (Pennsylvanie) et mort le 9 janvier 2022 à Orlando (Floride).

## Biographie
Robert Lane Saget naît le 17 mai 1956 à Philadelphie.

### Carrière
Si Bob Saget est surtout célèbre auprès du public américain pour son rôle phare de père veuf élevant seul ses trois filles dans la sitcom La Fête à la maison, et la présentation plusieurs années durant de l'émission America's Funniest Home Videos, il est également connu, en tant qu'humoriste, pour son humour provocateur, obscène et indécent.
En outre, il donne sa voix au narrateur, Ted Mosby âgé, dans la série How I Met Your Mother.
Il réalise en 1996 Au-delà des maux, un téléfilm inspiré de l'histoire de sa propre sœur, Gay Saget, décédée de sclérodermie trois ans plus tôt.
Il anime à partir de 2010 sa propre émission de télévision, Strange Days with Bob Saget, diffusée sur la chaîne de télévision A&E.
Il apparaît dans les saisons 2, 6 et 7 de la série télévisée Entourage, dans laquelle il joue son propre rôle.
En 2018, il joue un célèbre présentateur TV dans l'épisode 6 (saison 1) de la série The Good Cop : La star de la télé est-elle coupable ? (Did the TV Star Do It?). L'épisode fait plusieurs fois référence à son rôle de père dans La Fête à la maison.
En 2019, il réalise une comédie dramatique : Benjamin.

### Vie privée
Ses parents s'appellent Dolly et Benjamin M. Saget (1917-2007).
Il a été marié à Sherri Kramer Saget de 1982 à 1997 avec laquelle il a eu trois filles : des jumelles (Aubrey Saget et Lara Melanie Saget, nées en 1989) et Jennifer Belle Saget (née en 1992).
Bob Saget était ami avec Dana Delany (Desperate Housewives, Body of Proof).

### Mort
Le 9 janvier 2022, Bob Saget est retrouvé sans vie dans une chambre d'hôtel à Orlando. L'autopsie révèle qu'il est mort durant son sommeil à la suite d'un traumatisme crânien.

## Filmographie
- 1987-1995 : La Fête à la maison (Full House) : Danny Tanner
- 2005-2014 : How I Met Your Mother : Ted Mosby âgé servant de narrateur (voix)
- 2006 : New York, unité spéciale (saison 8, épisode 9) : Glenn Cheales
- 2007 : Farce of the Penguins
- 2016 - 2020 : La Fête à la maison : 20 ans après : Danny Tanner